# Lady Chapel

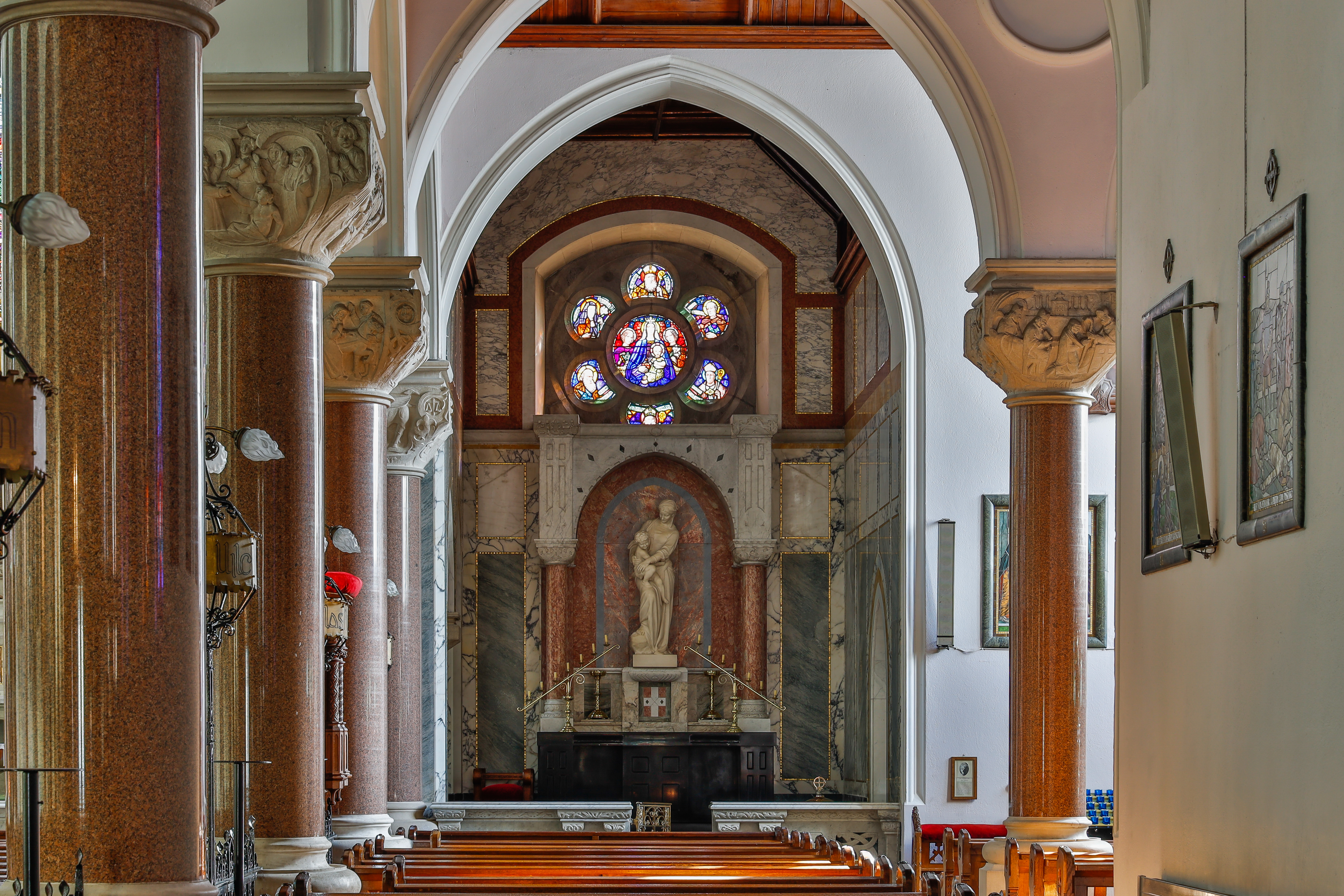
Lady Chapel

Lady Chapel (ang. kaplica Matki Boskiej) – w katedrach angielskich kaplica mariacka, zbudowana najczęściej na rzucie prostokąta, umieszczana na osi wschodniego chóru. Przykładem może być katedra w Salisbury z okresu Early English.